# Lista de estádios norte-americanos por capacidade
Lista de estádios norte-americanos por capacidade é uma relação de estádios de futebol do continente, para esta listagem, utilizaremos a capacidade liberada para os jogos, pois nem todos os estádios tem disponível a capacidade oficial reconhecida com uma medição oficial. Foram elencados todos os estádios que possuem capacidade acima de 40.000 espectadores. Essa lista só considera estádios localizados em países que fazem parte da CONCACAF.
Ver também outros estádios:
- Lista dos maiores estádios de futebol do mundo

## Lista de Maiores Estádios da América do Norte
| #  | Estádio                        | Capacidade | Cidade                   | País           | Mandante                                                                          |
| -- | ------------------------------ | ---------- | ------------------------ | -------------- | --------------------------------------------------------------------------------- |
| 1  | Michigan Stadium               | 107.601    | Ann Arbor                | Estados Unidos | Nenhum                                                                            |
| 2  | Ohio Stadium                   | 102.780    | Columbus                 | Estados Unidos | Nenhum                                                                            |
| 3  | Sanford Stadium                | 92.746     | Athens                   | Estados Unidos | Nenhum                                                                            |
| 4  | Rose Bowl                      | 92.542     | Pasadena                 | Estados Unidos | Nenhum                                                                            |
| 5  | Cotton Bowl                    | 92.100     | Dallas                   | Estados Unidos | Nenhum                                                                            |
| 6  | Estádio Azteca                 | 87.523     | Cidade do México         | México         | Club de Fútbol América Seleção Mexicana de Futebol                                |
| 7  | Estádio Olímpico de Montreal   | 61.004     | Montreal                 | Canadá         | Club de Foot Montréal                                                             |
| 8  | Estádio Commonwealth           | 56.302     | Edmonton                 | Canadá         | Seleção Canadense de Futebol                                                      |
| 9  | Estádio Jalisco                | 55.110     | Guadalajara              | México         | Atlas Fútbol Club Club Leones Negros de la Universidad de Guadalajara             |
| 10 | BC Place                       | 54.320     | Vancouver                | Canadá         | Vancouver Whitecaps Football Club Seleção Canadense de Futebol                    |
| 11 | Estádio BBVA Bancomer          | 51.348     | Guadalupe                | México         | Club de Fútbol Monterrey                                                          |
| 12 | Estádio Olímpico Universitário | 48.297     | Cidade do México         | México         | Pumas UNAM                                                                        |
| 13 | Rogers Centre                  | 47.568     | Toronto                  | Canadá         | Nenhum                                                                            |
| 14 | Estádio Cuauhtémoc             | 46.928     | Puebla                   | México         | Club Puebla                                                                       |
| 15 | Estadio Akron                  | 45.364     | Zapopan                  | México         | Club Deportivo Guadalajara                                                        |
| 16 | Estádio Olímpico Metropolitano | 45.000     | San Pedro Sula           | Honduras       | Seleção Hondurenha de Futebol                                                     |
| 17 | Estádio Cuscatlán              | 44.836     | San Salvador             | El Salvador    | Seleção Salvadorenha de Futebol Alianza Fútbol Club Club Deportivo Atlético Marte |
| 18 | Estádio Universitario          | 41.886     | San Nicolás de los Garza | México         | Club Tigres de la Universidad Autónoma de Nuevo León                              |

1. ↑  «Mexico: Azteca to lose capacity again – StadiumDB.com». stadiumdb.com. Consultado em 13 de outubro de 2016